# Slaglodning
Slaglodning – også kaldet hårdlodning – er betegnelsen for lodning ved temperaturer over 450°C. Det normale temperaturområde er 600-900 °C.
Hårdlodning er velegnet til stort set alle sammenføjninger, kun begrænset af om processen er udført korrekt og med det rigtige loddetråd.
Fordele ved hårdlodning er bl.a. mulighed for at sammenføje to forskellige typer materialer – f.eks. stål og messing – hvilket ikke kan lade sige gøre ved svejsning. En anden fordel er mindre dannelse af porøsitet af emnerne, da de ikke når deres smeltepunkt under sammenføjningen – kun selve loddetråden smelter og danner samlingen. Processen kan anvendes til alle typer metaller, men der skal vælges den rigtige loddetråd til metaltypen og temperaturen.